# John O'Connell Bridge
John O'Connell Bridge je silniční most ve městě Sitka ve státě Aljaška v USA. Jedná se o zavěšený most, který překonává Sitkanský záliv. Je dlouhý 383 m a široký 11,6 m, mostovka je zavěšena na třicetimetrových pylonech.
Most spojuje pevninu s japonským ostrovem. Otevřen byl jako první most svého typu v roce 1971, nahradil původní přívoz. Díky němu je také město Sitka spojená se svým letištěm. Pojmenován je podle bývalého starosty města Sitka.